# Psie Pole (dzielnica Wrocławia)
Psie Pole (niem. Hundsfeld) – była dzielnica samorządowo-administracyjna Wrocławia, ustanowiona 12 lutego 1952 roku, zlokalizowana w północnej części miasta. Jej funkcje 8 marca 1990 roku przejął w szerokim zakresie Urząd Miejski nowo powstałej Gminy Wrocław. Nazwa Psie Pole przywoływana jest dla celów statystycznych, oraz funkcjonuje w organach administracji rządowej i specjalnej np. ZOZ, urząd skarbowy, prokuratura, policja, itp. Obszar byłej dzielnicy Psie Pole liczy 97,7 km² (Encyklopedia Wrocławia, 2006) i według danych GUS z 31 grudnia 2019 r. zamieszkiwało go 103 556 osób.

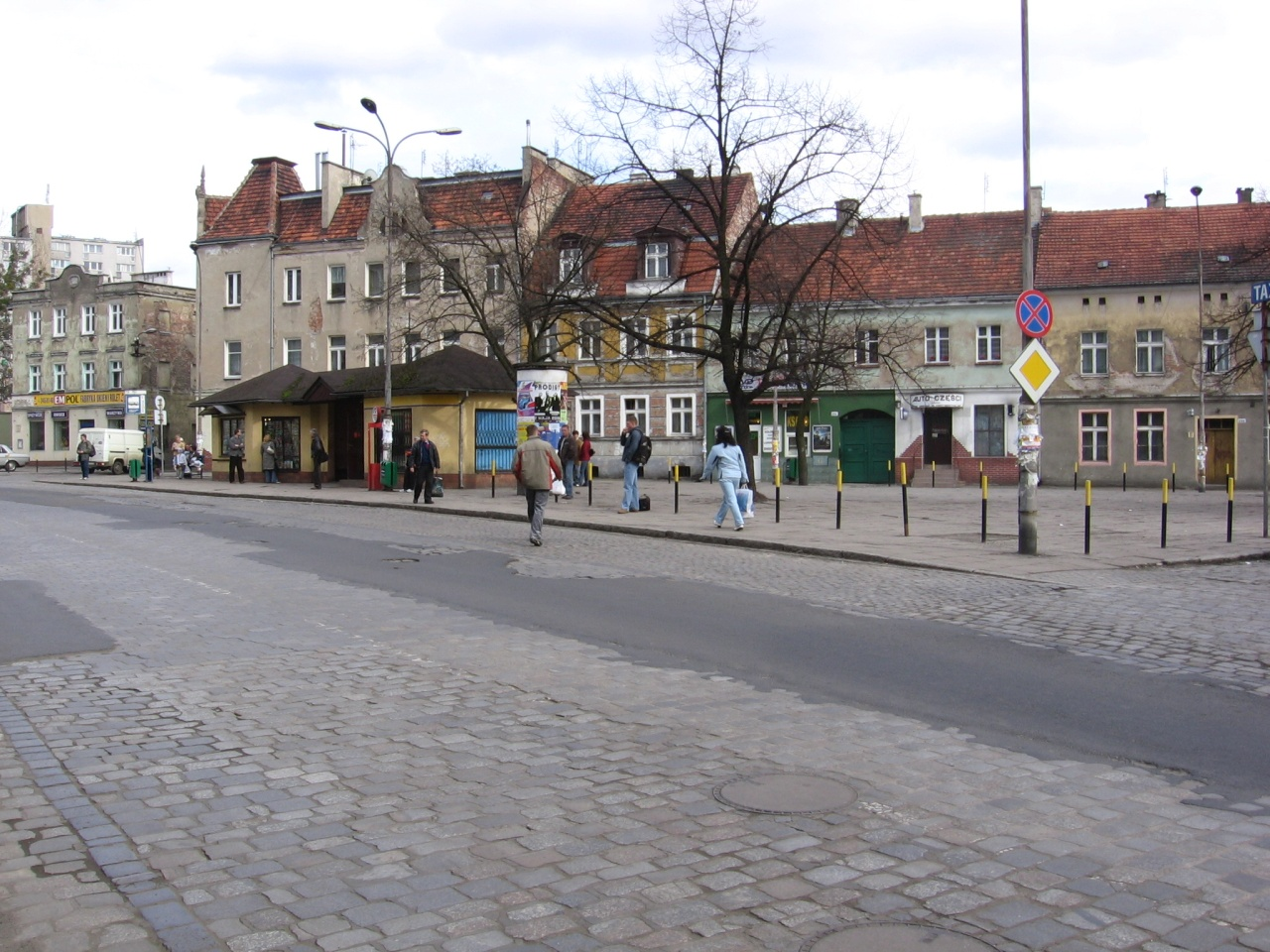
Rynek na Psim Polu przed rewitalizacją (fot. 2006 r.)

Psie Pole obejmuje wszystkie osiedla położone na prawym brzegu głównego nurtu Odry, Starej Odry i Kanału Nawigacyjnego, m.in. Karłowice, Osobowice i dawniej niezależne miasto Psie Pole, obecnie w granicach osiedla Psie Pole Zawidawie. Jedynym osiedlem znajdującym się na drugiej stronie rzeki jest Kleczków, który znajduje się pomiędzy Odrą a torami kolejowymi wraz z dworcem Nadodrze. Poza licznymi osiedlami domów jednorodzinnych i willi oraz dawnymi osadami wiejskimi znajdują się w niej trzy duże osiedla: Zakrzów, osiedle Psie Pole i Różanka. Przez dzielnicę przepływa Widawa, stanowiąca na dużym odcinku granicę miasta. Na południowym wschodzie dzielnicy znajduje się duży zespół przemysłowy, m.in. z Polmosem, Polifarbem i oddziałem fabryki autobusów Volvo, ponadto na terenie dzielnicy znajdują się wytwórnia sprzętu gospodarstwa domowego (głównie zmywarek, kuchenek i lodówek) Whirlpool Polar, piekarników i lodówek BSH (były Wrozamet, następnie FagorMastercook), PZL Hydral, Align Technology i in. Północno-zachodnią część dzielnicy zajmują rozległe pola irygacyjne (pola irygacyjne Wrocławia). Na obrzeżach dzielnicy rosną liczne lasy m.in. las rędziński, osobowicki, sołtysowicki, zakrzowski, strachociński i wojnowski.
Pomiędzy ulicami Kamieńskiego i Czajkowskiego znajduje się Akademia Wojsk Lądowych im. generała Tadeusza Kościuszki, która stanowi utrudnienie dla rozładowania ruchu samochodowego w tej części miasta. Jedyną dużą ulicą, która łączy wschodnią część dzielnicy z zachodnią jest ulica Jana Kasprowicza. W północnej części powyżej obszaru wojskowego przebiega odcinek obwodnicy śródmiejskiej.